# Johann Christian Burgmann
Johann Christian Burgmann (* 25. April 1697 in Rostock; † 18. Januar 1775 ebenda) war ein deutscher lutherischer Theologe und Hochschullehrer.

## Leben
Johann Christian Burgmann wurde 1697 geboren als Sohn des Rostocker Theologen Jacob Burgmann und dessen Frau Katharina Margaretha, geb. Beselin (1670–1731). Er erhielt Privatunterricht und besuchte die Stadtschule Rostock. Burgmann studierte von 1711 bis 1718 an der Philosophischen Fakultät der Universität Rostock und anschließend ab Oktober 1718 an der Universität Jena und danach an der Universität Wittenberg. Am 9. Oktober 1719 wurde er in Rostock zum Magister liber. artium promoviert und an der Fakultät rezipiert. Ab 1720 war er als Privatdozent an der Philosophischen Fakultät und später auch an der Theologischen Fakultät tätig. Im Januar 1724 wurde er zum Pastor an der Kirche des Rostocker Heiligen-Geist-Hospitals ernannt, die Einführung in das Amt erfolgte am 19. Februar. Am 10. September 1726 erfolgte an der Theologischen Fakultät seine Promotion zum Doktor theol.
1730 wurde er an der Philosophischen Fakultät als Nachfolger von Zacharias Grape zum rätlichen Professor der Physik und Metaphysik berufen. Peter Christian Kämpfer (1702–1755) wiederum wurde sein Nachfolger, als Burgmann 1735 an die Theologische Fakultät wechselte und als Nachfolger von Johann Joachim Weidner zum rätlichen Professor der Theologie (Secundarius) ernannt wurde. Während seines Wirkens an der Universität war er 1736, 1742, 1748, 1754 und 1760 deren Rektor und zudem von 1746 bis 1750 Bibliothekar der Akademischen Bibliothek. Daneben war er ab 1756 Direktor und Senior des Geistlichen Ministeriums. Burgmann war gemeinsam mit Ernst Johann Friedrich Mantzel von 1737 bis 1748 Herausgeber der Schriftenreihe Etwas von Gelehrten Rostockschen Sachen. Für gute Freunde.
Johann Christian Burgmann war seit dem 31. August 1730 verheiratet mit Margarethe Ilsabe Dörcks († 1776), der Tochter des Rostocker Ratsherrn Christoph Daniel Dörcks.
1758 protestierte Burgmann neben Johann Heinrich Becker und Bernhard Friedrich Quistorp gegen den Eintritt des von Herzog Friedrich zu Mecklenburg als Ordinarius für Theologie und Konsistorialrat an die Universität berufenen Christian Albrecht Döderlein. Die Auseinandersetzung gipfelte in einem Streit zwischen dem Rostocker Magistrat und dem Herzog, der 1760 mit der Gründung der herzoglichen Universität Bützow und dem Wechsel der vom Herzog ernannten Professoren nach dort endete.

## Schriften (Auswahl)
- Apologiam invidentiae adversus bibliothecam academicam Hallens. Dissertation, 1720
- De Bene qedem filiis orientis, quorum sapientia laudatur. Dissertation, 1726
- Etwas von Gelehrten Rostockschen Sachen. Für gute Freunde. (Hrsg.), Warningck, Rostock 1737–1748 (Digitalisat RosDok)